# Norman Bates
Norman Bates es un personaje de ficción protagonista de Psicosis. Está basado en el asesino en serie Ed Gein. Bates fue personificado por Anthony Perkins en la adaptación de Alfred Hitchcock de la novela homónima de Robert Bloch (1960). La actuación de Perkins se considera un icono para las bases de la mitología de los asesinos en serie modernos. Posteriormente fue personificado por Vince Vaughn en la versión de Gus Van Sant (1998). Entrando en la conciencia pública como un villano, se desarrolló en las secuelas como un personaje trágico.

## Trasfondo

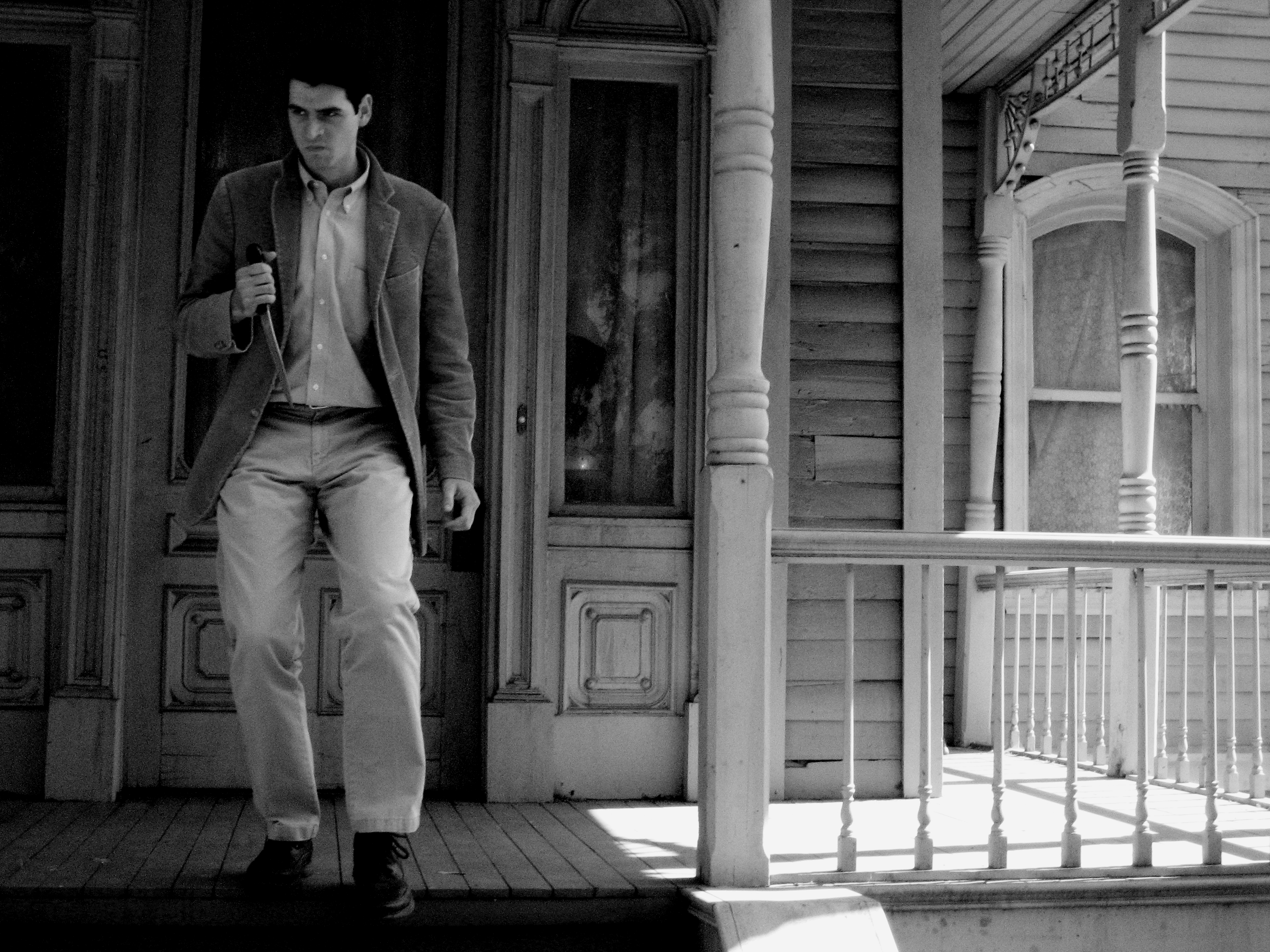
Norman Bates frente a la mansión Bates como se ve en la sección Psicosis del Studio Tour de Universal Studios en Hollywood.

Bates sufrió abuso emocional (y sutilmente sugerido también, el abuso sexual) de parte de su madre, quien le inculcó que las mujeres y el sexo eran cosas del demonio. Los dos vivían solos en una dependencia emocional insana después de la muerte del padre de Bates. Cuando Bates era adolescente, su madre tuvo un amante, Joe Consedine, lo que lo hizo sumamente celoso. Los asesinó a ambos con estricnina y conservó el cadáver de su madre. Bates desarrolló trastorno de personalidad múltiple, y asumía la personalidad de su madre, reprimiendo su muerte como una forma de escapar de la culpa de haberla matado. Se caracteriza por su frase: «El mejor amigo para un muchacho es su madre».

## Psicosis (libros)
Bloch describió las tres personalidades: primero la de «Norman» Bates, el niño pequeño dominado por su madre y que tenía que hacer lo que ella le decía. En segundo lugar, como «Norma» Bates, vestía las ropas de su madre, imitaba su voz y mataba a cualquiera que se entrometiera entre ella y Norman; y como «Normal» Bates, un adulto (poco) funcional que se hacía cargo de su propio hotel y mantenía la paz entre las otras dos personalidades.
Después de asesinar a su tercera víctima, una joven mujer llamada Mary Crane (Marion Crane en el filme) y a Arbogast, un investigador privado enviado a buscarla, fue arrestado y enviado a una institución, donde la personalidad de la madre lo dominó por completo y se convirtió en ella.
En la novela, Bates es un cuarentón, bajo, obeso, hogareño y más inestable. Norman se convierte en su madre estando ebrio y durante la resaca. La diferencia en la película es que Mary Crane es la primera víctima de la madre de Bates.
En el libro Psicosis II de Bloch (1982), Norman mata a Lila Crane y a Sam Loomis cuando huye de la institución. Se entera de que van a rodar una película sobre él y va a Hollywood donde misteriosamente empieza a haber asesinatos. Se descubre que el asesino había sido su doctor pues Norman había muerto atropellado en la autopista y su doctor enloqueció ya que el caso de Norman era su fuente de dinero.

## Psicosis (1960)
- Interpretado por: Anthony Perkins

Norman se muestra como un chico tímido y propietario del Motel Bates. A su motel llega Marion Crane, una mujer que había huido por haber robado dinero. Él se muestra interesado en ella e incluso le cuenta sobre su madre enferma que lo maltrata. Cuando ella le dice que se libere de ella, él le responde que no puede porque es su madre y porque «El mejor amigo de un niño es su madre». Marion va a bañarse a la ducha donde es asesinada por la Madre. También mata a Arbogast, un detective que la andaba buscando. Se sabe que su madre fue asesinada hace ya mucho tiempo por Norman pero vivía en su mente. Al final es atrapado por la policía y llevado a una institución donde la Madre termina por dominarlo completamente.

## Psicosis II
- Interpretado por: Anthony Perkins, Oz Perkins (flashback)

Bates es liberado de la institución 22 años después, aparentemente curado, conoce a Mary Loomis de quien se enamora. Asesinatos empiezan a ocurrir de forma misteriosa junto con mensajes de la Madre causando que Norman se confunda y colapse otra vez. Las notas son producto de Lila Crane, hermana de Marion Crane (la mujer asesinada por Bates en la primera película). Ella quiere hacerlo recaer para que vuelva a la institución puesto que aún no lo ha perdonado. Pero otros asesinatos han sido provocados por la hermana de Norma y tía de Norman, Emma Spool. Antes de que Norman lo sepa, Mary Loomis muere asesinada por la policía cuando ella trató de matar a Norman y Lila es asesinada por Spool. Spool le dice a Norman que ella es su madre. Confundido pero aparentemente creyendo esta historia, la mata y la embalsama mientras la Madre vuelve a dominarlo otra vez.

## Psicosis III
- Interpretado por: Anthony Perkins

Norman intenta liberarse (sin éxito) de la Madre. De paso se enamora de una monja inestable, Maureen Doyle, pero es asesinada accidentalmente por Norman por culpa de la Madre. El cuerpo de Emma Spool es descubierto por el músico Duane Duke que Norman mata puesto que Duke trataba de chantajear a Bates. Finalmente Spool es encontrada por la reportera Tracy Venable. La Madre ordena a Norman matarla, pero él ataca a la misma Madre destrozando el cadáver. Tracy le revela a Norman que Emma Spool era en realidad su tía y que había asesinado a su padre biológico. Emma se había enamorado del padre de Norman pero Norma Bates se lo quitó así naciendo Norman. Emma enloqueció y raptó al niño creyendo que era su hijo. Luego fue recuperado pero él no se acordaba de nada. Norman vuelve a ingresar en el manicomio.

## Psicosis IV
- Interpretado por: Anthony Perkins, Henry Thomas (adolescente), Ryan Finnigan (niño)

En la última película se aclaran muchas dudas (por ejemplo, el padre de Norman realmente murió picado por abejas). Finalmente es liberado de la institución y se casó con una de las enfermeras: Connie. Norman habla en un programa de radio donde cambia su nombre por Ed (una alusión a Ed Gein). Habla de su pasado donde se muestra su infancia cuando murió su padre hasta cuando el mata a su madre. Es mostrado en los recuerdos como un chico torpe y vulnerable. Connie se embaraza de él, sin embargo la lleva hasta la casa de su madre e intenta matarla; Norman no quiere que sea igual de trastornado que él. (La película muestra que Norma Bates padecía esquizofrenia y le pasó la enfermedad a él). Se arrepiente cuando al final Connie le dice que lo ama a pesar de todo. En el proceso es atormentado con alucinaciones de la Madre y gente que el (o ella). Logra salvarse y al final es llevado por Connie donde al minuto final se escucha un llanto (su hijo había nacido) así terminando con su enfermedad de una vez por todas.

## Bates Motel(piloto)
- Interpretado por: Kurt Paul

En el episodio piloto de la serie Bates Motel, el protagonista, que seguía en la institución mental, hizo amistad con Alex Kelly, quien asesinó a su padrastro, y le cedió la propiedad del motel antes de morir de vejez. Sin embargo, el piloto nunca progresó como serie y tiene poca relación con las novelas y filmes previos.

## Bates Motel(serie de 2013)
- Interpretado por: Freddie Highmore

Serie de televisión producida por Universal Television para la cadena de televisión A&E http://www.aetv.com/bates-motel/ (enlace roto disponible en Internet Archive; véase el historial, la primera versión y la última).. La serie narra la vida del joven Norman Bates al lado de su madre, y muestra cómo se va desarrollando la personalidad de este. Si bien la primera intención fue realizar una precuela de la famosa película de 1960, terminó siendo una serie inspirada en esta. La serie, que consta de cinco temporadas de diez capítulos cada uno, inició en 2013 y finalizó en 2017. Durante los cinco años mantuvo altos niveles de audiencia y gozó de una gran aceptación por parte del público.